# Elliott Yamin
Efraym Elliott Yamin, noto semplicemente come Elliott Yamin (Los Angeles, 20 luglio 1978), è un cantautore statunitense.

## Biografia
Yamin è nato a Los Angeles ed è di origini ebree-iraqene da parte del padre e aschenazita da parte della madre.
Quando aveva 11 anni si è trasferito con la famiglia a Richmond (Virginia), dove è cresciuto con la madre dall'età di 14.
Ha partecipato alla quinta edizione del programma televisivo musicale statunitense American Idol, classificandosi terzo. Nel marzo 2007 ha pubblicato l'eponimo album di debutto, che ha raggiunto la posizione #3 della classifica Billboard 200. In particolare il singolo che gli ha dato successo è stato Wait for You.
Nel maggio 2009 ha pubblicato il suo secondo album in studio Fight for Love, anticipato dal singolo omonimo uscito in febbraio.
Ha pubblicato anche alcune raccolte natalizie nel corso della sua carriera.
Nel gennaio 2011 ha pubblicato il suo terzo disco in Giappone, diffuso anche negli Stati Uniti con un altro titolo nel 2012.

## Discografia
Album studio
- 2007 - Elliott Yamin
- 2009 - Fight for Love
- 2011 - Gather 'round (in Giappone)/2012 - Let's Get to What's Real (negli USA)

Raccolte natalizie
- 2007 - Sounds of the Season: The Elliott Yamin Holiday Collection
- 2008 - My Kind of Holiday